# Phintella dives
Phintella dives là một loài nhện trong họ Salticidae.
Loài này thuộc chi Phintella. Phintella dives được Eugène Simon miêu tả năm 1899.